# Fioretti
Fioretti – jeden z pierwszych ogólnopolskich zespołów muzyki chrześcijańskiej, założony w 1968 roku w Wyższym Seminarium Franciszkanów w Łodzi, a w następnym roku przeniesiony do Krakowa. Skład zespołu tworzą bracia mniejsi konwentualni, aktualnie odbywający formację w WSD Franciszkanów w Krakowie. W latach swojej formacji seminaryjnej, członkami zespołu byli: bp Stanisław Dowlaszewicz, administrator apostolski Uzbekistanu, bp Jerzy Maculewicz oraz bp Jan Kazimierz Wilk – biskup diecezjalny Anapolis (Brazylia). Zespół koncertował w kilkunastu krajach, kilkakrotnie w czasie pielgrzymek do Polski Jana Pawła II.

## Dyskografia

### Albumy
- Zarzucając sieci 1980
- Niech puls odmierza czas 1981
- Bratu odwiecznej nadziei 1982
- Najlepszej z Matek 1982
- W bunkrze głodowym śpiewałeś 1983
- Śpij Dziecino Mała 1984
- Laudato sii... 1986
- Uwielbiajcie Pana 1988
- Uczyń mnie modlitwą 1990
- Tobie Zaufałem 1993
- Świętej Klarze 1994
- Temu, który jest Miłością 2000
- Rozpal mnie 2006
- Pragnienie 2008
- Mniejszy 2017

### Przeboje
- Braciszkowie skrzydlaci
- Izrael
- Paś owieczki me
- Samuel
- Św. Franciszek
- Wybacz Ojcze
- Miłość
- Panie dodaj sił
- Królowa Aniołów
- Namioty
- Kalwaria Pacławska
- Rozpal Mnie